# 張厝
張厝，是臺灣彰化縣社頭鄉的一個傳統地域名稱，位於該鄉南部最西側。相較於今日行政區，其範圍大致包括張厝村、湳底村東南部凸出部分的東南部邊界地帶。

## 歷史
台灣清治末期至日治初期，張厝地區為一街庄，稱為「張厝庄」，隸屬於武西堡。該庄北與陳厝厝庄、湳底庄為鄰，東與社頭庄為鄰，東南邊一小段與崙雅庄為鄰，南邊為大紅毛社庄，西邊為小紅毛社庄。
1901年（日治明治三十四年）11月，全台廢縣廳改設二十廳，該庄隸屬於彰化廳。1903年（明治三十六年）6月，該庄編入「社頭區」，隸屬於彰化廳。1909年（明治四十二年）10月，合併二十廳為十二廳，社頭區改隸屬於臺中廳。1920年（大正九年），該庄改制為「張厝」大字，隸屬於臺中州員林郡社頭庄。
戰後社頭庄改制為社頭鄉，隸屬於臺中縣，大字亦改制為村。1950年10月，中、彰、投分治，社頭鄉改隸屬彰化縣。

## 聚落
本地區發展較早的聚落為張厝、丙郎（丙爐庄），在日治期初期的官方地圖上已有記載。

## 交通
台鐵縱貫線是台灣西部南北鐵路幹線，大致以北北西—南南東走向經過張厝地區東北部凸出部分頸部。境內未設站，北側最近的是永靖車站，屬招呼站，僅停靠區間車；南側最近的是社頭車站，屬三等站，停靠少數自強號、莒光號，部分區間快車及全部區間車。由此等車站可前往台鐵沿線各站。
鄉道彰81線（浮圳路、張厝一巷）是浮圳至社頭的道路，大致以北北西—南南東走向到達本地區西北角後，沿本地區西部邊界而行，至張厝一巷路口轉東微北，至張厝聚落轉南再轉東南東，至八堡一圳前轉北北東再轉東南東過張厝橋並於本地區東部邊界北側出境。由該道路向北北西可前往湳港舊與陳厝厝交界地帶、陳厝厝西部偏北的浮圳聚落、陳厝厝與五汴頭交界地帶並止於鄉道彰144線路口，向東南東經鐵路平交道轉東微北可前往社頭中部並止於舊縣道141號（員集路二段）路口。
鄉道彰154線（社斗路二段）是海豐至朝興的道路，大致以西南—東北走向經過本地區南部邊界地帶。由該道路向西南轉西南西可前往小紅毛社、鎮平南部、曾厝崙、饒平厝、饒平厝與田尾交界地帶、田尾與溪子頂交界地帶、田尾、溪子頂並止於鄉道彰152線路口，向東北轉東可前往崙雅與社頭交界地帶、社頭、舊社、石頭坑南部偏西並止於縣道137號路口。